# Mostek Miłości w Iłowej
Mostek Miłości – wiadukt parkowy nad ulicą Ogrodową w Iłowej. Chińska pagoda, która była częścią ogrodu chińskiego w przypałacowym parku. 

## Historia
Chińską pagoda nazywana „mostkiem miłości” powstała nad ul. Ogrodową w latach 1906–1907 na zlecenie ówczesnego właściciela posiadłości parkowo-pałacowej, hrabiego Rzeszy Friedricha Hochberga von Furstensteina. Według informacji podanych przez lubuskiego konserwatora zabytków powodem jej budowy była kłótnia pomiędzy Hochbergami i Winklerami o prawa do korzystania z drogi.
W 2008 roku przeprowadzony został gruntowny remont.
Obiekt został wpisany do rejestru zabytków L–290/A 30.06.2008. Właścicielem jest powiat żagański.